# ダンディー島
ダンディー島（ダンディーとう、英語: Dundee Island）は南極半島北東端の東、ジョインビル島の南に位置する氷に覆われた島である。
1893年1月8日、スコットランドの捕鯨会社による探検の際、船長のトーマス・ロバートソンが母港ダンディーにちなんで命名した。
1935年11月23日、アメリカ合衆国の探検家リンカーン・エルズワースがハーバート・ホリック・ケニヨンの操縦で初の南極大陸横断飛行に出発したのは、この島からである。